# Frances Noyes Hart
Pour les articles homonymes, voir Hart et Noyes.
Frances Noyes Hart, née le 10 août 1890 à Silver Spring, Maryland et décédée le 25 octobre 1943 à New Canaan, Connecticut, est un écrivain américain, auteur notamment du roman judiciaire Le Procès Bellamy (1927).

## Biographie
Après des études dans des établissements privés d’Amérique, d’Italie et de France, dont la Sorbonne et le Collège de France, elle devient traductrice pour les services du renseignement de la marine pendant la Première Guerre mondiale. Dans les mois entourant la fin du conflit, elle travaille en France dans une cantine du YMCA. Elle publie un premier roman en 1920 et rencontre Edward Henry Hart, qu’elle épouse en 1921.
Issue de la haute bourgeoisie américaine, elle entend mener en dépit de son mariage une carrière littéraire et fait paraître au cours des années 1920 de courts récits sentimentaux ou des nouvelles psychologiques dans divers magazines. En 1927, elle s’intéresse à l’affaire criminelle Hall-Mills, qui défraye la chronique judiciaire des journaux : un mari adultère y est accusé avec sa maîtresse du meurtre de son épouse. Reprenant une bonne partie des faits, Frances Noyes Hart écrit Le Procès Bellamy, qui devient dès sa parution un immense succès, est adapté au cinéma l’année suivante et qui, lors de sa traduction en France, remporte le Grand prix de littérature policière 1948.
Frances Noyes Hart a publié d'autres récits policiers, notamment La Nuit de Lady Court en 1929.

## Œuvre

### Romans
- My a E F a Hail and Farewell (1920)
- The Bellamy Trial (1927) Publié en français sous le titre Le Procès Bellamy, Paris, Le Portulan, coll. La Mauvaise Chance, 1947 ; réédition, Paris, Club du Livre policier, Les Classiques du roman policier no 5, 1958 ; réédition, Paris, Le Livre de poche no 1024, 1963 ; réédition, Genève, Famot, coll. Les Grands Maîtres du roman policier, 1974 ; réédition, Paris, Les Belles-Lettres, Le Cabinet noir no 20, 1998
- Hide in the Dark (1929) Publié en français sous le titre La Nuit de Lady Court, Paris, Gallimard, coll. Chefs-d’œuvre du roman d’aventures, 1931
- Pigs in Clover (1931)
- Once Upon a Time (1933)
- The Crooked Lane (1934)
- Still Pond (1936)

### Nouvelles

#### Recueils de nouvelles
- Contact and Other Stories (1923)

#### Nouvelles isolées
- There Was a Lady (1922)
- Philip the Gay (1922)
- The Prince Rides By (1922)
- Less Than the Dust (1922)
- O Young Lochinvar! (1922)
- Noel (1922)
- Smith (1922)
- The Prince Rides Home (1922)
- Cara Wonders (1923)
- Her Grace (1923)
- A Trunk Call (1923)
- The Valley of Ajalon (1923)
- Banbury Cross (1926)

## Prix et distinctions
- Grand prix de littérature policière du meilleur roman étranger 1948 pour Le Procès Bellamy[1]

## Adaptation
- 1929 : L'Affaire Bellamy (Bellamy Trial), film de Monta Bell, avec Charles Middleton, Kenneth Thomson et Margaret Livingston.
- 1958 : Les Maîtres du mystère : "Le Procès Bellamy", podcast INA issu de l'émission "Les Maîtres du mystère" de Pierre Billard et Germaine Beaumont I RTF Paris I 11/03/1958.

## Sources
- Claude Mesplède (dir.), Dictionnaire des littératures policières, vol. 1 : A - I, Nantes, Joseph K, coll. « Temps noir », 2007, 1054 p. (ISBN 978-2-910-68644-4, OCLC 315873251), p. 939-940.